# 波特斯柯夫 (路易斯安那州)
波特斯柯夫（英語：Porters Curve）是位於美國路易斯安那州華盛頓堂區的一個非建制地區。

## 地理
波特斯柯夫所處的海拔為高於海平面101米（即331英呎），而該地所採用的時區為UTC-6，即北美中部時區（CST）。同時該地設有夏令時間，為UTC-6調快一小時，即UTC-5（CDT）。